# Vytautas Miškinis
Vytautas Miškinis (*5. června 1954, Vilnius) je litevský hudební skladatel a profesor. Je sbormistrem na litevské Akademii múzických umění a divadelní konzervatoři od roku 1985. Působil také jako umělecký ředitel mládežnického sboru Ažouliukas.

## Život
Svou kariéru započal v 7 letech jako zpěvák ve sboru Ažuoliukas a následně se ve 25 letech stal uměleckým ředitelem tohoto sboru. Úspěchy sboru jsou od roku 1979 jeho zásluha.
Několik let dirigovat Kaunaský státní sbor a vokální soubor Museum Musicum. Se sbory dosáhl prestižních ocenění na několika mezinárodních soutěžích – Marktoberdorf, Gorizia, Varna, Maribor, Tampere, Mainhausen, Nantes. Je uměleckým ředitelem a šéfdirigentem sborového festivalu All-Lithuanian.
Vytautas Miškinis koncertoval a přednášel v následujících státech – Rakousko, Bělorusko, Belgie, Kanada, Česká republika, Dánsko, Estonsko, Finsko, Francie, Německo, Řecko, Maďarsko, Itálie, Japonsko, Lotyšsko, Nizozemí, Norsko, Polsko, Rusko, Slovinsko, Španělsko, Švédsko, Švýcarsko, Ukrajina a USA.
Byl také členem poroty na významných mezinárodních sborových soutěžích jako soutěže v Tolose, Španělsko; Varna, Bulharsko; Marktoberdorf a Bochum, Německo; Neerpelt, Kortrijk a Aalst, Belgie; Maribor a Ljubljana, Slovinsko; Tallinn a Tartu, Estonsko; Riga, Lotyšsko; Budapešť a Debrecín, Maďarsko; Arezzo, Itálie; sborové olympijské hry Linec (Rakousko) 2000, Busan (Korea) 2002, Brémy (Německo) 2004, Šao-sing (Čína) 2006, Štýrský Hradec (Rakousko) 2008 a Šao-sing (Čína) 2010; CCP Manila 2009; Suwalki (Polsko); Bergen (Norsko); Pau a Tours (Francie); Neuchâtel (Švýcarsko); Mainhausen (Německo) 2011.
Složil a nahrál přes 700 skladeb, jak duchovních tak světských. Ve Spojených státech amerických napsal díla pro sbor The University of Louisville Collegiate Chorale a pro mužský sbor Golden Gate Men's Chorus ze San Francisca. Tyto sborové skladby byly publikovány na Litvě, ve Francii, Německu, Slovinsku, Itálii, Španělsku, Japonsku a Spojených státech amerických.